# Knob (fart)
 For alternative betydninger, se Knob. (Se også artikler, som begynder med Knob)
Knob er en fartangivelse brugt til søs og i luften. Fartenheden knob betegner antallet af sømil i timen = 1,852 km/t = 0,514 m/s. Sømil eller international nautisk mil blev fastlagt som en international længdeenhed i 1929, som i dag er udbredt til alle lande.
Udtrykket knob stammer fra sejlskibenes tid, hvor man smed et bræt i vandet fra fartøjet og talte antallet af målsatte knuder (knob), som brættet kunne trække ud af en rulle tov, på en bestemt tid og dermed beregne hastigheden gennem vandet. 
Udtrykket knob benyttes for fartøjers fart, men også ofte om vindhastighed.
Afstanden 1 sømil = 1,852 km er fastlagt som et bueminut på en storcirkel på jorden.
Den mest udbredte forkortelse for knob er kn, hvilket anbefales af bl.a. IEEE og BIPM, men forkortelserne kt og kts i flertal ses også.
Somme tider bliver hastighed fejlagtigt udtrykt ved "knob i timen", hvilket ville være en måleenhed for acceleration.